# Lijst van voetbalinterlands Estland - Thailand
Deze lijst van voetbalinterlands is een overzicht van alle officiële voetbalwedstrijden tussen de nationale teams van Estland en Thailand. De landen speelden tot op heden drie keer tegen elkaar. De eerste wedstrijd betrof een vriendschappelijk duel, gespeeld in Bangkok op 25 februari 2000. De laatste ontmoeting, eveneens een vriendschappelijke wedstrijd, vond plaats op 17 oktober 2023 in Tallinn.

## Wedstrijden
| № | Plaats  | Datum            | Competitie        | Wedstrijd          | Uitslag |
| - | ------- | ---------------- | ----------------- | ------------------ | ------- |
| 1 | Bangkok | 25 februari 2000 | Vriendschappelijk | Thailand – Estland | 2 – 1   |
| 2 | Bangkok | 30 november 2004 | Vriendschappelijk | Thailand – Estland | 0 – 0   |
| 3 | Tallinn | 17 oktober 2023  | Vriendschappelijk | Estland − Thailand | 1 − 1   |

## Samenvatting
| Competitie        | Totaal gespeeld | Winst Estland | Gelijk | Winst Thailand | Doelsaldo Estland – Thailand |
| ----------------- | --------------- | ------------- | ------ | -------------- | ---------------------------- |
| Vriendschappelijk | 3               | 0             | 2      | 1              | 2 − 3                        |
| Totaal            | 3               | 0             | 2      | 1              | 2 − 3                        |

Wedstrijden bepaald door strafschoppen worden, in lijn met de FIFA, als een gelijkspel gerekend.

## Details

### Eerste ontmoeting
| Vriendschappelijk (Bangkok, Thailand, 25 februari 2000): |              | |
| Thailand | 2 – 1        | Estland |
| Pipat Thonkanya 23' Pipat Thonkanya 35' | goals        | 67' (pen.) Martin Reim |
| Peter Withe | bondscoach   | Aivar Lillevere |
| Wirat Wangchan Kowit Poythong Phathanapong Sripramote Choketawee Promrut Anuruck Srikerd Chukiat Noosalung Dusit Chalermsan 73' Pipat Thonkanya 63' Sakesan Pituratana 90' Tananchai Boriban Nirut Surasiang | opstellingen | Martin Kaalma Urmas Kirs Marek Lemsalu Gert Olesk Teet Allas 64' Andre Anis Marko Kristal Martin Reim 82' Argo Arbeiter Indrek Zelinski Andres Oper |
| Sutee Suksomkit 63' Khwanchai Phuangprakob 73' Therdsak Chaiman 90' | wissels      | 64' Janek Meet 82' Dimitri Ustritski |

### Tweede ontmoeting
| Vriendschappelijk (Bangkok, Thailand, 30 november 2004): |                     | |
| Thailand | 0 – 0               | Estland |
| | goals               | |
| Siegfried Held | bondscoach          | Jelle Goes |
| Therdsak Chaiman Jetsada Puanakunmee Weerayut Jitkundot Nakarin Fuplook Sarayoot Chaikamdee | strafschoppen 4 – 3 | Ingemar Teever Dmitri Kruglov Enar Jääger Ott Reinumäe Martin Reim |
| Sivaruk Tedsungnoen Niweat Siriwong Weerayut Jitkundot Nakarin Fuplook Prathum Chuwong 46' Kikkisak Sirawaen Atthipol Poolsap 80' Yuttajak Konjan Therdsak Chaiman Sarif Sainui 46' Thanongsak Promdat 46' | opstellingen        | Martin Kaalma Tihhon Šišov Enar Jääger Raio Piiroja Dmitri Kruglov Martin Reim Enver Jääger Mati Lember 77' Kristen Viikmäe 65' Vjatšeslav Zahovaiko 75' Maksim Smirnov |
| Songsak Chainsanak 46' Surija Dompaisong 46' Sarayoot Chaikamdee 46' Jessada Puanakunmee 80' | wissels             | 65' Ingemar Teever 75' Aleksander Saharov 77' Ott Reinumäe |
| - Debuut van Tihhon Šišov (FC Levadia Tallinn) en Mati Lember (JK Tervis Pärnu) voor Estland. |                     | |

EJL · A-internationals · Bondscoaches · Statistieken · Estisch vrouwenelftal · Olympisch elftal · Estland U21 · Estland U20 · Estland U19 · Estland U18 · Estland U17 · Estland U16
1920 – 1929 ·
1930 – 1939 ·
1940 – 1949 ·
1950 – 1990 · 
1990 – 1999 ·
2000 – 2009 ·
2010 – 2019 ·
2020 − 2029
OS 1924
1920 ·
1921 ·
1922 ·
1923 ·
1924 ·
1925 ·
1926 ·
1927 ·
1928 ·
1929 · 
1930 · 
1931 · 
1932 · 
1933 · 
1934 · 
1935 · 
1936 · 
1937 · 
1938 · 
1939 · 
1940 · 
1941 · 
1942 · 
1943 · 1944 · 
1945 · 
1946 · 
1947 · 
1948 · 
1949 · 
1950 – 1990 · 
1991 · 
1992 · 
1993 · 
1994 · 
1995 · 
1996 · 
1997 · 
1998 · 
1999 · 
2000 · 
2001 · 
2002 · 
2003 · 
2004 · 
2005 · 
2006 · 
2007 · 
2008 · 
2009 · 
2010 · 
2011 · 
2012 · 
2013 · 
2014 · 
2015 · 
2016 ·
2017 ·
2018 ·
2019 ·
2020
Albanië ·
Andorra ·
Angola ·
Antigua en Barbuda ·
Argentinië ·
Armenië ·
Azerbeidzjan ·
België ·
Bosnië-Herzegovina ·
Brazilië ·
Bulgarije ·
Canada ·
Chili ·
China ·
Cyprus ·
Denemarken ·
Duitsland ·
Ecuador ·
Egypte ·
El Salvador ·
Engeland ·
Equatoriaal-Guinea ·
Faeröer ·
Fiji ·
Filipijnen ·
Finland ·
Frankrijk ·
Georgië · 
Gibraltar ·
Griekenland ·
Hongarije ·
Hongkong ·
Ierland ·
IJsland ·
Indonesië ·
Irak ·
Israël ·
Italië ·
Jordanië ·
Kazachstan ·
Kirgizië ·
Kroatië ·
Letland ·
Libanon ·
Liechtenstein ·
Litouwen ·
Luxemburg ·
Malta ·
Marokko ·
Mexico ·
Moldavië ·
Montenegro ·
Nederland ·
Nieuw-Caledonië ·
Nieuw-Zeeland ·
Noord-Ierland ·
Noord-Macedonië ·
Noorwegen ·
Oekraïne ·
Oezbekistan ·
Oman ·
Oostenrijk ·
Polen ·
Portugal ·
Qatar ·
Roemenië ·
Rusland ·
Saint Kitts en Nevis ·
San Marino ·
Saoedi-Arabië ·
Schotland ·
Servië ·
Slovenië ·
Slowakije · 
Spanje ·
Tadzjikistan ·
Thailand ·
Trinidad en Tobago ·
Tsjechië ·
Turkije ·
Turkmenistan ·
Uruguay ·
Vanuatu ·
Venezuela ·
Verenigde Arabische Emiraten ·
Verenigde Staten ·
Vietnam ·
Wales ·
Wit-Rusland ·
Zweden ·
Zwitserland
FAT · A-internationals · Bondscoaches · Statistieken · Thais vrouwenelftal · Thailand U21 · Thailand U20 · Thailand U19 · Thailand U18 · Thailand U17
1950 – 1959 · 
1960 – 1969 · 
1970 – 1979 · 
1980 – 1989 · 
1990 – 1999 · 
2000 – 2009 · 
2010 – 2019 ·
2020 − 2029
Asian Cup 1972 ·
Asian Cup 1992 · 
Asian Cup 1996 · 
Asian Cup 2000 · 
Asian Cup 2004 · 
Asian Cup 2007
OS 1956 · 
OS 1968
1956 · 
1957 · 
1958 · 
1959 · 
1960 · 
1961 · 
1962 · 
1963 · 
1964 · 
1965 · 
1966 · 
1967 · 
1968 · 
1969 · 
1970 · 
1971 · 
1972 · 
1973 · 
1974 · 
1975 · 
1976 · 
1977 · 
1978 · 
1979 · 
1980 · 
1981 · 
1982 · 
1983 · 
1984 · 
1985 · 
1986 · 
1987 · 
1988 · 
1989 · 
1990 · 
1991 · 
1992 · 
1993 · 
1994 · 
1995 · 
1996 · 
1997 · 
1998 · 
1999 · 
2000 · 
2001 · 
2002 · 
2003 · 
2004 · 
2005 · 
2006 · 
2007 · 
2008 · 
2009 · 
2010 · 
2011 · 
2012 · 
2013 ·
2014 ·
2015 ·
2016 ·
2017 ·
2018 ·
2019 ·
2020 ·
2021 ·
2022 ·
2023
Afghanistan ·
Australië ·
Bahrein ·
Bangladesh ·
Bhutan ·
Brazilië ·
Brunei ·
Bulgarije ·
Cambodja ·
China ·
Congo-Brazzaville ·
Denemarken ·
Duitsland ·
Egypte ·
Estland ·
Faeröer ·
Filipijnen ·
Finland ·
Gabon ·
Georgië ·
Ghana ·
Hongkong ·
India ·
Indonesië ·
Irak ·
Iran ·
Israël ·
Japan ·
Jemen ·
Jordanië ·
Kameroen · 
Kazachstan ·
Kenia ·
Kirgizië ·
Koeweit ·
Laos ·
Letland ·
Libanon ·
Liberia ·
Libië ·
Liechtenstein ·
Luxemburg ·
Macau ·
Malediven ·
Maleisië ·
Malta ·
Marokko ·
Myanmar ·
Nederland ·
Nepal ·
Nieuw-Zeeland ·
Nigeria ·
Noord-Ierland ·
Noord-Korea ·
Noorwegen ·
Oezbekistan ·
Oman ·
Oost-Timor ·
Pakistan ·
Palestina ·
Papoea-Nieuw-Guinea ·
Polen ·
Qatar ·
Saoedi-Arabië ·
Singapore ·
Slowakije ·
Sri Lanka ·
Suriname ·
Syrië ·
Taiwan ·
Tadzjikistan ·
Trinidad en Tobago ·
Turkmenistan ·
Uruguay ·
Verenigde Arabische Emiraten ·
Verenigde Staten ·
Vietnam ·
Zuid-Afrika ·
Zuid-Korea ·
Zuid-Vietnam ·
Zweden